# 国史大辞典 (昭和時代)
国史大辞典（こくしだいじてん）とは、昭和54年（1979年）から平成9年（1997年）にかけて吉川弘文館から刊行された、日本で最大級の歴史百科事典である。四六倍判で全15巻（17冊）、総収録項目数は54000余である。各巻は平均して1000ページ、うち平均150ページは原色図版など。第45回菊池寛賞を受賞した。
2010年7月1日よりデジタル版「国史大辞典」が、インターネット百科事典「ジャパンナレッジ」の新しいコンテンツとして公開された。

## 編纂と出版
昭和40年（1965年）の秋、吉川弘文館の委嘱によって坂本太郎を中心とする国史大辞典編集委員会が発足、編纂が開始された。吉川弘文館では創業以来最大の出版事業として位置づけられ、昭和54年（1979年）に第1巻が刊行されて以降、平成5年（1993年）には本文14巻が完成し、その後索引3冊を加えて平成9年（1997年）に全巻が完結した。
総執筆者は3000名に及び、全項目が署名原稿になっている。編集委員会の中心だった坂本太郎や編集委員のうち数名は、完結をみることなくして死去した。

## 評価

### 基礎知識を得る辞典として
中尾堯・村上直・三上昭美編『日本史論文の書き方 レポートから卒業論文まで』の「古代史の原点と論点」では、古代史の基礎知識を得る上で必見の書としてこの『国史大辞典』を挙げている。また同書の「備えたい事典と辞典」では「通史」（あらゆる時代、各分野に対応できるもの）の事典（辞典）のひとつとして、この『国史大辞典』が挙げられている。

### 批判

#### 名前の記載について
丸谷才一と角田文衞は、『国史大辞典』における女性の名前の読みに対して批判を加えた。丸谷は『国史大辞典』だけではなく『日本史大事典』も同じ問題点があるが、女名前を音読みにしているのはおかしい、と述べた。たとえば「穏子」は音読みの「オンシ」ではなく、訓読みの「ヤスコ」であろうとした。皇室や堂上華族の女名前が訓読みであることからもわかるように、「オンシ」といった読み方はしなかったに決まっている、と指摘した。藤原璋子も「タマコ」であって「ショウシ」ではなく、平徳子も「ノリコ」であって「トクシ」ではないと述べた。角田文衞が『日本の女性名』のなかで指摘しているように、父の実名の片諱（かたいみな）による命名法が多かったことの例証として、源高明の娘は源明子であり、源伊陟の娘は源陟子であり、柳原光愛（みつなる）の娘は柳原愛子である。そして愛子は「アイシ」ではなく「ナルコ」と呼ばれていることを併せて述べた。女名前を音読みにする風習が明治の学界で確立した理由として、第一には、歌道で式子内親王を「ショクシ」「シキシ」と呼ぶ読み癖の応用であること、第二には訓読みがわからないものを安全を期して音読みですまそうとする考え方、の二つを挙げた。そしてこの欠陥は『国史大辞典』が悪いのではなく、日本の歴史家たちの弱点であるとした。
角田も、藤原伊周（これちか）の娘を周子（しゅうし）、高階俊平（としひら）の娘を平子（へいし）、源師重（もろしげ）の娘を師子（しし）などと呼ぶことに対して、見識がないというよりも滑稽ではないか、と指摘し、『大日本史』に倣って訓読みを原則とすべきであるとした。また、角田はもう一点、「平（氏名）敦盛は熊谷（家名）直実によって討ち取られた」というような、氏の名と家の名が混同されていることを指摘した。明治5年（1872年）の壬申戸籍施行までは「氏の名＋諱」が日本人の正式の名であるとして、例えば明治2年（1869年）の政府の『官員録』をみると、藤原（三条家）実美、源（岩倉家）具視、藤原（徳大寺家）実則、とあり、西郷吉之助は平朝臣隆盛の名で参議に任じられていること、などを挙げた。

#### 生家の宗旨の記載について
丸谷才一は、人物記事において生家の宗旨の記載がないことも批判した。たとえば寺内大吉『化城の昭和史』を読むと、昭和史前半を乱した人物には、北一輝・石原莞爾・西田税・井上日召などの日蓮宗の信者が多いことが指摘されている。それらについて『国史大辞典』には、元々家の宗旨が日蓮宗であったのか、それとも成長後に日蓮宗になったのかが書かれていない、という事例を挙げた。そしてこれらの人物に限らず、戦前の人間の精神形成には、葬式・法事はかなり影響を与えているに違いないので、そうした視点を見逃しているのは惜しい、とした。

#### その他
角田文衞は、先述の名前の問題に加えて、項目ごとの文献の記載が粗略であることも指摘した。基礎史料には所収の文献名や影写本の有無、所蔵者などが掲出されておらず、参考文献には発行の場所、年次がない。一般読者は困惑するであろうから、そうした点も明記する親切心が望ましいとした。

## 各巻リスト
- 第1巻（あ - い）、（ISBN 4-642-00501-3・1979年）
- 第2巻（う - お）、（ISBN 4-642-00502-1・1980年）
- 第3巻（か）、（ISBN 4-642-00503-X・1983年）
- 第4巻（き - く）、（ISBN 4-642-00504-8・1984年）
- 第5巻（け - こほ）、（ISBN 4-642-00505-6・1985年）
- 第6巻（こま - しと）、（ISBN 4-642-00506-4・1985年）
- 第7巻（しな - しん）、（ISBN 4-642-00507-2・1986年）
- 第8巻（す - たお）、（ISBN 4-642-00508-0・1987年）
- 第9巻（たか - て）、（ISBN 4-642-00509-9・1988年）
- 第10巻（と - にそ）、（ISBN 4-642-00510-2・1989年）
- 第11巻（にた - ひ）、（ISBN 4-642-00511-0・1990年）
- 第12巻（ふ - ほ）、（ISBN 4-642-00512-9・1991年）
- 第13巻（ま - も）、（ISBN 4-642-00513-7・1992年）
- 第14巻（や - わ）、（ISBN 4-642-00514-5・1993年）
- 第15巻上（補遺、史料・地名索引）、（ISBN 4-642-00515-3・1996年）
- 第15巻中（人名索引）（ISBN 4-642-00516-1・1996年）
- 第15巻下（事項索引）（ISBN 4-642-00517-X・1997年）

## 国史大辞典編集委員会

### 編集顧問
- 大久保利謙（近現代史）
- 児玉幸多（近世農村・交通史）
- 小西四郎（近代史）
- 斎藤忠（考古学、古代史）
- 竹内理三（古代史・中世史）
- 宝月圭吾（中世史）

### 編集委員
- 坂本太郎（古代史）
- 関晃（古代史）
- 臼井勝美（近代史、日中外交史）
- 大石慎三郎（近世史、近世農村史）
- 加藤友康（古代史）
- 菊地勇次郎（中世仏教史）
- 笹山晴生（古代史）
- 瀬野精一郎（中世史）
- 高村直助（近代経済史・産業）
- 土田直鎮（古代史）
- 鳥海靖（近現代史）
- 早川庄八（古代官制史）
- 尾藤正英（近世史、江戸期儒学史）
- 福田豊彦（中世史）
- 丸山雍成（近世史、交通史・幕藩制史）
- 皆川完一（中世史）
- 安田元久（中世史・鎌倉時代史）
- 由井正臣（近代史）

## 推薦者
- 池田彌三郎
- 石井進
- 井上光貞
- 梅原猛
- 遠藤周作
- 岸俊男
- 司馬遼太郎
- 杉本苑子
- 築島裕
- 坪井清足
- 永井路子
- 永原慶二
- 樋口清之
- 丸谷才一